# Playing with Fire (film, 2008)
Pour les articles homonymes, voir Playing with Fire.
Pour plus de détails, voir Fiche technique et Distribution.
Playing with Fire est un film américain réalisé par David DeCoteau, sorti en 2008.

## Fiche technique
- Titre : Playing with Fire
- Autre titre : Devil Is a Woman
- Réalisation : David DeCoteau
- Scénario : Matthew Jason Walsh
- Production : Regent Entertainment
- Musique :
- Pays d'origine :  États-Unis
- Langue d'origine : Anglais américain
- Lieux de tournage : Los Angeles, Californie, États-Unis
- Genre : Thriller
- Durée : 88 minutes
- Date de sortie :
  -  États-Unis 19 décembre 2008
  -  Australie 20 janvier 2010

## Distribution
- Kelly Albanese : Daphne Hendron
- Susan Anton : Sandra Newell
- Michael Bergin : Sal
- Mare Costello : le DJ du club
- Trevor Duke-Moretz : Harry
- Chris Foreman : le policier
- Sam Gipson : Martin
- Blake Hood (en) : Omar
- Kyle Jordan : Nick
- Dominick Monteleone : Houseboy
- Anya Monzikova : Marie
- Candace Moon : Heather
- David Moretti : le directeur
- Tom Sandoval : Miles
- Bart Voitila : P.J.